# 宁波市中医院
宁波市中医院是中国浙江省宁波市一所公立中医院。医院前身为1965年3月成立的宁波市中医门诊所，1977年9月成立宁波市中医院，目前医院为三级甲等中医院，为浙江中医药大学的教学医院。